# Ary Sanches
Ary Sanches, nascido Ariovaldo Sanches Lopes (São Paulo, 16 de julho de 1943 — São Paulo, 19 de dezembro de 2023), foi um cantor brasileiro.

## Carreira
Começou sua carreira cedo. Contigo aprendi, de 1968, foi seu grande sucesso. Participou da Jovem Guarda e tinha o apelido de "Granada Romântica", dado por Roberto Carlos. Formou um time de futebol com artistas, no qual Silvio Santos era o goleiro. Conquistou muitos fãs, entre eles Juscelino Kubitschek, para quem fazia serenatas.
Entre os prêmios que recebeu, está o troféu Chico Viola de cantor revelação de 1967. Gravou seis LPs e 42 compactos e participou de programas de televisão como Os Galãs Cantam e Dançam aos Domingos, Cidade contra Cidade, Disco de Ouro, Qual É a Música? e um dos especiais do amigo Roberto Carlos.
Gravou vários CDs e, em 2017, em comemoração aos 55 anos de carreira, gravou um DVD com participações especiais de Moacyr Franco, Altemar Dutra Júnior, Netinho dos Incríveis e a solista principal de André Rieu, Carmem Monarcha. 
Promovia festas para o Clube Atlético Juventus, onde relembrava suas músicas italianas preferidas.

## Morte
Ary morreu em 19 de dezembro de 2023, aos 79 anos, na unidade Mooca do Hospital Prevent Senior, onde estava internado para se tratar de um câncer de pulmão.